# Саавік
Саавік — вигаданий персонаж всесвіту «Зоряний шлях». Вперше вона з'явилася у фільмі «Зоряний шлях 2: Гнів Хана» (1982), її зіграла Кірсті Еллі. Робін Кертіс виконала цю роль у фільмах «Зоряний шлях 3: У пошуках Спока» (1984) і «Зоряний шлях 4: Подорож додому» (1986).

## Вигаданий життєпис
Історія Саавік ніколи не була досліджена на екрані. Однак вона була викладена в романах і коміксах, хоча жодне з цих джерел не вважається канонічним. Згідно з романами та коміксами, Саавік народилася на Геллгарді (Hellguard), покинутій ромуланській колонії, і є наполовину вулканкою, а наполовину ромуланкою. Лінія діалогу, яка б показала це у «Гніві Хана», була відредагована до виходу фільму та ніколи не відновлювалася. Внаслідок цього канонічність цієї інформації дискутується любителями «Зоряного шляху» більше двох десятиліть. Змішане походження Саавік часто згадується в її появах у романах «Зоряного шляху». Однак, якби змішане походження Саавік було визнано канонічним, це порушило б спадкоємність, створену епізодом оригінального серіалу «Рівновага страху» (дія якого відбувається після народження Саавік), в якому Зоряний флот вперше дізнається, що ромуланці нагадують вулканців — факт, який, здається, також невідомий на той час вулканцям (або принаймні надзвичайно обізнаному містеру Споку).
Спок загинув, рятуючи «Ентерпрайз» під час подій в фільмі «Гнів Хана», але перед смертю передав свою катру доктору Леонарду Маккою. Його труну було випущено з «Ентерпрайза» на орбіті навколо планети Генезис і, як вважається, було знищено в атмосфері. Рідкісний вияв емоцій вулканця проявляється, коли Саавік пускає сльозу під час Кіркових панегіриків Споку. Саавік і Девід Маркус (син адмірала Джеймса Т. Кірка) згодом були призначені на дослідницьке судно «USS Grissom» для вивчення новоствореної Планети Буття. Під час цієї місії Саавік виявила, що Спок якимось чином регенерувався і швидко старів. Коли новий Спок вступив у підлітковий вік, він почав відчувати потяг до шлюбу, відомий на Вулкані як «pon farr», і Савік допомогла Споку пережити цей важкий час. Коли наступного дня клінгонський командир Крюге та його люди захопили десант, Девід пожертвував своїм життям, щоб врятувати Саавік від страти. Саавік допомогла адміралу Кірку повернути Спока на Вулкан, де його тіло і катра возз'єдналися. Після цього вона залишилася на Вулкані з родиною Спока із причин, які так і не пояснили на екрані. Сценаристи фільму мали «за дужками», що це сталося тому, бо Саавік була вагітна дитиною Спока від «pon farr», але жодних посилань на її вагітність не потрапило до випущених частин «Зоряного шляху», і ця сюжетна лінія ніколи не продовжувалася. Цей сюжетний розвиток перебуває у сірій зоні з точки зору канону. Перед тим, як екіпаж «Ентерпрайз» покинув Вулкан, Саавік розповіла капітану Кірку, як його син загинув смертю хоробрих, пожертвувавши собою, щоб врятувати Спока та нагадати про себе.

## Нереалізовані задуми
Одного разу Саавік мала з'явитися в епізоді «Зоряний шлях: наступне покоління» «Причина та наслідок» у сцені, в якій «Ентерпрайз-D» зустрічає корабель, що перебував у пастці аномалії часу приблизно 80 років. Від цієї ідеї відмовилися, коли Кірсті Еллі наполягла на тому, щоб їй платили більше за епізодичну роль, де вона не розмовляє — більше ніж міг забезпечити бюджет епізоду. (Саавік мала бути показана поруч із персонажем, якого грає Келсі Греммер виконує одну з головних ролей у серіалі «Будьмо»).
Персонаж Саавік спочатку мав з'явитися в «Невідкритій країні», що мало б показати її зрадницею Федерації. Від ідеї використання усталеного персонажа відмовилися, а замість нього створили нового персонажа, Валеріса, якого Дуглас Броуд описав як «темного двійника героїчного Саавіка».. За словами режисера Ніколаса Майєра, який писав у своїй автобіографії «Вид з мосту», Саавіка виключили з фільму, а Валеріс створили, коли Кірсті Еллі не бажала повторювати цю роль, а Мейєру не сподобалося зображення персонажа Кертісом, тоді як Леонард Німой у своїй автобіографії «Я Спок» зазначав, що також виникали сумніви щодо призначення популярного, визнаного персонажа на роль лиходія. Однак Саавік з'являється в новелізації фільму як офіцер-вербувальник, який надихає Валеріс приєднатися до Зоряного флоту, і пропонує деякі ідеї щодо того, як впоратися з подвійною спадщиною.

## Наступний розвиток персонажа
У романі «Серце Вулкана», дія якого відбувається через кілька років після «Невідкритої країни», доросліща Саавік одружується зі Споком. Саавік знову з'являється в трилогії романів «Душа Вулкана», опублікованій з 2004 року. У цій послідовності персонаж піднявся до звання капітана. У романі про Титана, чітко зазначено, що Спок і Саавік одружені, оскільки вона надсилає вітання через Тувока. Книги Star Trek не вважаються частиною встановленого канону.
У трилогії романів «Сага про дзеркальний всесвіт», написаній Вільямом Шатнером, виявляється, що інтендант Дзеркального всесвіту Спок мав доньку на ім'я Т'Вел від Дзеркальної Саавік.
Кірсті Еллі справді зіграла Саавік в інший раз, у п'єсі між «Гнівом Хана» та «Пошуками Спока», «Принцип Макіавеллі», написаний Волтером Кенігом для амбітного з'їзду «Ultimate Fantasy». У ньому також знялися Джеймс Дуган, Марк Ленард (не як Сарек), Волтер Кеніг, Нішель Ніколс і Джордж Такеї, а роль «Адмірала» зіграв Вільям Шатнер. Згодом короткий сценарій був опублікований Creation Conventionsу буклеті про кар'єру Кеніга під назвою «Крізь дзеркало». Ім'я в списку акторів написано неправильно як «Савік».

## Сприйняття
Її персонаж обговорювався кількома дослідниками в контексті зміни представлення жіночих персонажів у франшизі «Зоряний шлях». Мері Енн Тетро зазначила, що її історія ознаменувала зміну стилю зображення жінок у «Зоряному шляху», зазначивши, що «вона не традиційно красива», а також не «підпорядкована чоловікам у цій історії», і що Саавік «виявляється набагато більш здібною, ніж багато з них». Енн Кренні-Френсіс, обговорюючи минуле свого персонажа, описане в романі Керолін Клоуз «Принцип Пандори» (1990), описала її як одну з «сильних і сміливих» жінок у ранніх історіях Зоряного шляху. Так само Гері Вестфал назвав її «сильним і незалежним персонажем», також зазначивши, що характер Саавік був «фактично знищений, коли продюсери відмовилися задовольнити вимоги щодо виплати Еллі та змінити роль у наступних двох фільмах із вражаючою безталанною та порожньою актрисою …Робін Кертіс, яка перетворює Саавік від жінки-воїна до настінної квітки». Соціолог Бербель Шомерс так само охарактеризував Саавік як важливий персонаж і сильну жіночу роль, та перерахував її серед кількох таких фігур, які були помітно вилучені з франшизи «Зоряний шлях» незабаром після їх появи.
Дональд Е. Палумбо заявив, що фільми «Зоряний шлях» дуже відповідають структурі мономіфу, описаного Джозефом Кемпбеллом. З цієї точки зору Саавік надає «надприродну допомогу» Кірку в «Гніві Хана». Вона також є «штурманом» у цьому та двох наступних фільмах. У «Пошуках Спока» «схоже, що відроджений Спок має щонайменше містичний шлюб із Саавік на Генезисі», яка тут виконує роль «богині та доброї матері», яка допомагає йому вижити в часі pon farr".